# Ophiocten banzarei
Ophiocten banzarei är en ormstjärneart som beskrevs av Madsen 1967. Ophiocten banzarei ingår i släktet Ophiocten och familjen fransormstjärnor. Inga underarter finns listade i Catalogue of Life.